# Острожанка
Острожанка (пол. Ostrożanka) — село в Польщі, у гміні Міжець Стараховицького повіту Свентокшиського воєводства. Населення — 428 осіб (2011).
У 1975-1998 роках село належало до Келецького воєводства.

## Демографія
Демографічна структура на день 31 березня 2011 року:
|          | Загалом | Допрацездатний вік | Працездатний вік | Постпрацездатний вік |
| -------- | ------- | ------------------ | ---------------- | -------------------- |
| Чоловіки | 220     | 43                 | 149              | 28                   |
| Жінки    | 208     | 50                 | 114              | 44                   |
| Разом    | 428     | 93                 | 263              | 72                   |